# Campionati mondiali juniores di biathlon 2010
I Campionati mondiali juniores di biathlon 2010 si svolsero dal 24 gennaio al 3 febbraio a Torsby, in Svezia. Le gare, maschili e femminili, si articolarono nelle due categorie "Giovani" (fino a 19 anni) e "Juniores" (fino a 21 anni).

## Risultati

### Uomini

#### Categoria "Giovani"

##### Sprint 7,5 km
| Posizione | Atleta                     | Nazione     | Tempo   | Penalità |
| --------- | -------------------------- | ----------- | ------- | -------- |
| 1         | Johannes Kühn              | Germania    | 20:10.4 | 0+1      |
| 2         | Aleksandr Pečenkin         | Russia      | 20:39   | 1+1      |
| 3         | Vetle Sjåstad Christiansen | Norvegia    | 21:02.6 | 1+1      |
| 4         | Ivan Pičužkin              | Russia      | -       |          |
| 5         | Aleksandr Loginov          | Russia      | -       |          |
| 6         | Kristian Ruud Nesheim      | Norvegia    | -       |          |
| 7         | Aleksej Abromčuk           | Bielorussia | -       |          |
| 8         | Dimitr Gerdžikov           | Bulgaria    | -       |          |
| 9         | Gaspard Cuenot             | Svizzera    | -       |          |
| 10        | Vili Vajanto               | Finlandia   | -       |          |

30 gennaio

##### Inseguimento 10 km
| Posizione | Atleta                     | Nazione     | Tempo   | Penalità |
| --------- | -------------------------- | ----------- | ------- | -------- |
| 1         | Aleksandr Pečenkin         | Russia      | 27:34.4 | 0+0+0+1  |
| 2         | Johannes Kühn              | Germania    | 27:53.1 | 0+1+1+2  |
| 3         | Ivan Pičužkin              | Russia      | 27:54.5 | 0+0+1+2  |
| 4         | Aleksandr Loginov          | Russia      | -       |          |
| 5         | Vetle Sjåstad Christiansen | Norvegia    | -       |          |
| 6         | Florent Claude             | Francia     | -       |          |
| 7         | Aleksandr Dorožka          | Bielorussia | -       |          |
| 8         | Benjamin Plaickner         | Italia      | -       |          |
| 9         | Dimitr Gerdžikov           | Bulgaria    | -       |          |
| 10        | Gaspard Cuenot             | Svizzera    | -       |          |

31 gennaio

##### Individuale 12,5 km
| Posizione | Atleta                     | Nazione  | Tempo   | Penalità |
| --------- | -------------------------- | -------- | ------- | -------- |
| 1         | Martin Maier               | Austria  | 38:15.2 | 0+0+0+0  |
| 2         | Aleksandr Pečenkin         | Russia   | 38:40.1 | 0+2+0+1  |
| 3         | Vetle Sjåstad Christiansen | Norvegia | 39:19.1 | 1+2+0+0  |
| 4         | Kristian Ruud Nesheim      | Norvegia | -       |          |
| 5         | Ivan Pičužkin              | Russia   | -       |          |
| 6         | Johannes Kühn              | Germania | -       |          |
| 7         | Florent Claude             | Francia  | -       |          |
| 8         | Jakov Nekrasov             | Russia   | -       |          |
| 9         | Kevin Russi                | Svizzera | -       |          |
| 10        | Lorenz Wäger               | Austria  | -       |          |

28 gennaio

##### Staffetta 3x7,5 km
| Posizione | Nazione     | Atleti                                                        | Tempo     | Penalità |
| --------- | ----------- | ------------------------------------------------------------- | --------- | -------- |
| 1         | Russia      | Aleksandr Loginov Ivan Pičužkin Aleksandr Pečenkin            | 1:04:24.3 | 0+15     |
| 2         | Francia     | Antonio Guigonnat Florent Claude Simon Desthieux              | 1:05:25.6 | 0+8      |
| 3         | Norvegia    | Kristian Ruud Nesheim Erling Ålvik Vetle Sjåstad Christiansen | 1:06:07.6 | 0+14     |
| 4         | Finlandia   | Vili Vajanto Olli Hiidensalo Mikko Repo                       | -         |          |
| 5         | Bielorussia | Aleksej Abromčuk Aleksandr Marčenko Aleksandr Dorožka         | -         |          |

2 febbraio

#### Categoria "Juniores"

##### Sprint 10 km
| Posizione | Atleta              | Nazione     | Tempo   | Penalità |
| --------- | ------------------- | ----------- | ------- | -------- |
| 1         | Evgenij Petrov      | Russia      | 25:12.5 | 0+0      |
| 2         | Manuel Müller       | Germania    | 25:14.5 | 0+1      |
| 3         | Tom Barth           | Germania    | 25:51.9 | 0+1      |
| 4         | Mathieu Souchal     | Francia     | -       |          |
| 5         | Benedikt Doll       | Germania    | -       |          |
| 6         | Leif Nordgren       | Stati Uniti | -       |          |
| 7         | Peter Hoffmann      | Germania    | -       |          |
| 8         | Remy Borgeot        | Francia     | -       |          |
| 9         | Uladzimir Aljaniška | Bielorussia | -       |          |
| 10        | Dmitrij Kononov     | Russia      | -       |          |

30 gennaio

##### Inseguimento 12,5 km
| Posizione | Atleta              | Nazione     | Tempo   | Penalità |
| --------- | ------------------- | ----------- | ------- | -------- |
| 1         | Manuel Müller       | Germania    | 35:38.3 | 0+0+1+0  |
| 2         | Uladzimir Aljaniška | Bielorussia | 36:28.4 | 0+1+2+0  |
| 3         | Evgenij Petrov      | Russia      | 36:28.9 | 3+0+0+2  |
| 4         | Mathieu Souchal     | Francia     | -       |          |
| 5         | Leif Nordgren       | Stati Uniti | -       |          |
| 6         | Yann Guigonnet      | Francia     | -       |          |
| 7         | Andrej Turgenev     | Russia      | -       |          |
| 8         | Dominik Windisch    | Italia      | -       |          |
| 9         | Tom Barth           | Germania    | -       |          |
| 10        | Benedikt Doll       | Germania    | -       |          |

31 gennaio

##### Individuale 15 km
| Posizione | Atleta              | Nazione     | Tempo   | Penalità |
| --------- | ------------------- | ----------- | ------- | -------- |
| 1         | Yann Guigonnet      | Francia     | 43:11.3 | 0+0+1+0  |
| 2         | Michael Galassi     | Italia      | 43:51.1 | 1+0+1+1  |
| 3         | Tom Barth           | Germania    | 43:59.4 | 0+0+0+0  |
| 4         | Benedikt Doll       | Germania    | -       |          |
| 5         | Ondřej Exler        | Rep. Ceca   | -       |          |
| 6         | Dominik Windisch    | Italia      | -       |          |
| 7         | Mario Dolder        | Svizzera    | -       |          |
| 8         | Uladzimir Aljaniška | Bielorussia | -       |          |
| 9         | Peter Hoffmann      | Germania    | -       |          |
| 10        | Tomáš Hasilla       | Slovacchia  | -       |          |

27 gennaio

##### Staffetta 4x7,5 km
| Posizione | Nazione  | Atleti                                                              | Tempo     | Penalità |
| --------- | -------- | ------------------------------------------------------------------- | --------- | -------- |
| 1         | Germania | Tom Barth Johannes Kühn Benedikt Doll Manuel Müller                 | 1:25:15.2 | 0+12     |
| 2         | Francia  | Remy Borgeot Mathieu Souchal Ludwig Ehrhart Yann Guigonnet          | 1:26:34.5 | 0+7      |
| 3         | Russia   | Nazir Rabadanov Evgenij Petrov Andrej Turgenev Dmitrij Kononov      | 1:26:50.0 | 2+9      |
| 4         | Austria  | Bernhard Leitinger Albert Herzog Christian Kitzbichler Michael Hörl | -         |          |
| 5         | Svezia   | Henrik Forsberg Fredrik Karlsson Mikael Persson Christofer Eriksson | -         |          |

2 febbraio

### Donne

#### Categoria "Giovani"

##### Sprint 6 km
| Posizione | Atleta             | Nazione     | Tempo   | Penalità |
| --------- | ------------------ | ----------- | ------- | -------- |
| 1         | Elena Badanina     | Russia      | 18:28.1 | 0+0      |
| 2         | Ingela Andersson   | Svezia      | 18:45.1 | 0+1      |
| 3         | Monika Hojnisz     | Polonia     | 18:49.5 | 1+0      |
| 4         | Iryna Kryŭko       | Bielorussia | -       |          |
| 5         | Dar″ja Nesterčik   | Bielorussia | -       |          |
| 6         | Alexia Runggaldier | Italia      | -       |          |
| 7         | Julija Briginec    | Ucraina     | -       |          |
| 8         | Chardine Sloof     | Paesi Bassi | -       |          |
| 9         | Paulína Fialková   | Slovacchia  | -       |          |
| 10        | Elisa Gasparin     | Svizzera    | -       |          |

30 gennaio

##### Inseguimento 7,5 km
| Posizione | Atleta              | Nazione     | Tempo   | Penalità |
| --------- | ------------------- | ----------- | ------- | -------- |
| 1         | Elena Badanina      | Russia      | 26:26.5 | 0+0+0+2  |
| 2         | Ingela Andersson    | Svezia      | 26:32.0 | 2+0+0+1  |
| 3         | Monika Hojnisz      | Polonia     | 26:38.0 | 2+1+0+0  |
| 4         | Anne-Tine Markset   | Norvegia    | -       |          |
| 5         | Ol'ga Galič         | Russia      | -       |          |
| 6         | Julija Briginec     | Ucraina     | -       |          |
| 7         | Iryna Kryŭko        | Bielorussia | -       |          |
| 8         | Maria Bukowska      | Polonia     | -       |          |
| 9         | Elisa Gasparin      | Svizzera    | -       |          |
| 10        | Juliette Lazzarotto | Francia     | -       |          |

31 gennaio

##### Individuale 10 km
| Posizione | Atleta             | Nazione     | Tempo   | Penalità |
| --------- | ------------------ | ----------- | ------- | -------- |
| 1         | Ol'ga Galič        | Russia      | 33:35.7 | 0+2+0+0  |
| 2         | Elena Badanina     | Russia      | 35:01.1 | 0+0+1+1  |
| 3         | Rose-Marie Côté    | Canada      | 35:22.5 | 0+0+0+0  |
| 4         | Thekla Brun-Lie    | Norvegia    | -       |          |
| 5         | Iryna Kryŭko       | Bielorussia | -       |          |
| 6         | Alexia Runggaldier | Italia      | -       |          |
| 7         | Monika Hojnisz     | Polonia     | -       |          |
| 8         | Maria Bukowska     | Polonia     | -       |          |
| 9         | Natal'ja Šalaeva   | Russia      | -       |          |
| 10        | Ingela Andersson   | Svezia      | -       |          |

28 gennaio

##### Staffetta 3x6 km
| Posizione | Nazione     | Atleti                                                 | Tempo   | Penalità |
| --------- | ----------- | ------------------------------------------------------ | ------- | -------- |
| 1         | Norvegia    | Thekla Brun-Lie Marion Rønning Huber Anne-Tine Markset | 57:45.6 | 0+4      |
| 2         | Russia      | Elena Badanina Natal'ja Šalaeva Ol'ga Galič            | 58:09.5 | 1+12     |
| 3         | Bielorussia | Iryna Kryŭko Diana Moskalenko Dar″ja Nesterčik         | 58:25.8 | 0+2      |
| 4         | Canada      | Marie-Rose Côté Audrey Vaillancourt Julia Ransom       | -       |          |
| 5         | Ucraina     | Iryna Varvynec' Anastasija Merkušyna Julija Briginec   | -       |          |

2 febbraio

#### Categoria "Juniores"

##### Sprint 7,5 km
| Posizione | Atleta                | Nazione  | Tempo   | Penalità |
| --------- | --------------------- | -------- | ------- | -------- |
| 1         | Maren Hammerschmidt   | Germania | 22:56.6 | 0+0      |
| 2         | Sophie Boilley        | Francia  | 23:13.6 | 0+1      |
| 3         | Synnøve Solemdal      | Norvegia | 23:40.1 | 0+3      |
| 4         | Anastasija Kalina     | Russia   | -       |          |
| 5         | Kaia Wøien Nicolaisen | Norvegia | -       |          |
| 6         | Kristel Viigipuu      | Estonia  | -       |          |
| 7         | Miriam Behringer      | Germania | -       |          |
| 8         | Larisa Kuznecova      | Russia   | -       |          |
| 9         | Emilija Jordanova     | Bulgaria | -       |          |
| 10        | Svetlana Perminova    | Russia   | -       |          |

30 gennaio

##### Inseguimento 10 km
| Posizione | Atleta                | Nazione     | Tempo   | Penalità |
| --------- | --------------------- | ----------- | ------- | -------- |
| 1         | Sophie Boilley        | Francia     | 31:48.9 | 1+1+1+0  |
| 2         | Anastasija Kalina     | Russia      | 32:11.0 | 0+0+0+0  |
| 3         | Synnøve Solemdal      | Norvegia    | 32:22.3 | 1+1+1+2  |
| 4         | Maren Hammerschmidt   | Germania    | -       |          |
| 5         | Larisa Kuznecova      | Russia      | -       |          |
| 6         | Kaia Wøien Nicolaisen | Norvegia    | -       |          |
| 7         | Réka Ferencz          | Romania     | -       |          |
| 8         | Svetlana Perminova    | Russia      | -       |          |
| 9         | Ala Talkač            | Bielorussia | -       |          |
| 10        | Gabriela Soukalová    | Rep. Ceca   | -       |          |

31 gennaio

##### Individuale 12,5 km
| Posizione | Atleta            | Nazione  | Tempo   | Penalità |
| --------- | ----------------- | -------- | ------- | -------- |
| 1         | Réka Ferencz      | Romania  | 42:05.1 | 0+0+0+0  |
| 2         | Karolin Horchler  | Germania | 43:06.4 | 0+0+0+0  |
| 3         | Leslie Mercier    | Francia  | 43:20.1 | 1+0+0+0  |
| 4         | Anastasija Kalina | Russia   | -       |          |
| 5         | Larisa Kuznecova  | Russia   | -       |          |
| 6         | Dorothea Wierer   | Italia   | -       |          |
| 7         | Kristel Viigipuu  | Estonia  | -       |          |
| 8         | Sophie Boilley    | Francia  | -       |          |
| 9         | Emilija Jordanova | Bulgaria | -       |          |
| 10        | Marie Hov         | Norvegia | -       |          |

28 gennaio

##### Staffetta 3x6 km
| Posizione | Nazione     | Atleti                                                | Tempo   | Penalità |
| --------- | ----------- | ----------------------------------------------------- | ------- | -------- |
| 1         | Russia      | Larisa Kuznecova Svetlana Perminova Anastasija Kalina | 55:28.2 | 0+3      |
| 2         | Norvegia    | Kaia Wøien Nicolaisen Marie Hov Synnøve Solemdal      | 55:57.9 | 0+3      |
| 3         | Germania    | Miriam Behringer Maren Hammerschmidt Nicole Wötzel    | 55:58.1 | 0+6      |
| 4         | Francia     | Leslie Mercier Aurélie Bajard Sophie Boilley          | -       |          |
| 5         | Bielorussia | Karina Savosik Ala Talkač Sofija Skardina             | -       |          |

2 febbraio

## Medagliere per nazioni

### Categoria "Giovani"
| Posizione | Nazione     | Oro | Argento | Bronzo | Totale |
| --------- | ----------- | --- | ------- | ------ | ------ |
| 1         | Russia      | 5   | 4       | 1      | 10     |
| 2         | Germania    | 1   | 1       | 0      | 2      |
| 3         | Norvegia    | 1   | 0       | 3      | 4      |
| 4         | Austria     | 1   | 0       | 0      | 1      |
| 5         | Svezia      | 0   | 2       | 0      | 2      |
| 6         | Francia     | 0   | 1       | 0      | 1      |
| 7         | Polonia     | 0   | 0       | 2      | 2      |
| 8         | Bielorussia | 0   | 0       | 1      | 1      |
|           | Canada      | 0   | 0       | 1      | 1      |

### Categoria "Juniores"
| Posizione | Nazione     | Oro | Argento | Bronzo | Totale |
| --------- | ----------- | --- | ------- | ------ | ------ |
| 1         | Germania    | 3   | 2       | 3      | 8      |
| 2         | Francia     | 2   | 2       | 1      | 5      |
| 3         | Russia      | 2   | 1       | 2      | 5      |
| 4         | Romania     | 1   | 0       | 0      | 1      |
| 5         | Norvegia    | 0   | 1       | 2      | 3      |
| 6         | Bielorussia | 0   | 1       | 0      | 1      |
|           | Italia      | 0   | 1       | 0      | 1      |